# Youngster Coast Challenge 2023
La Youngster Coast Challenge 2023, settima edizione della corsa e valevole come prova dell'UCI Europe Tour 2023 categoria 1.2U, si svolse il 17 marzo 2023 per un percorso di 166,1 km, con partenza da Bredene e arrivo a Koksijde, in Belgio. La vittoria fu appannaggio del belga Warre Vangheluwe, il quale completò il percorso in 3h33'41", alla media di 46,639 km/h, precedendo i connazionali Alec Segaert e Gianluca Pollefliet.
Sul traguardo di Koksijde 117 ciclisti, dei 144 partiti da Bredene, portarono a termine la competizione.

## Squadre partecipanti
| N.      | Cod. | Squadra                      |
| ------- | ---- | ---------------------------- |
| 1-6     | CGF  | Groupama-FDJ Conti           |
| 11-16   | DDS  | Development Team DSM         |
| 21-26   | UDT  | Uno-X Dare Development Team  |
| 31-36   | LDD  | Lotto Dstny Development Team |
| 41-46   | SQD  | Soudal Quick-Step Devo Team  |
| 52-56   | ICA  | Israel Premier Tech Academy  |
| 61-66   | MET  | Metec-Solarwatt p/b Mantel   |
| 71-76   | CTF  | Cycling Team Friuli          |
| 81-86   | RNO  | Rad-Net Oßwald               |
| 91-96   | BWD  | Bingoal WB Devo Team         |
| 101-104 | CPK  | Team Colpack Ballan          |
| 111-115 | LKH  | Team Lotto-Kern Haus         |
| 121-126 | CRT  | Circus-ReUz-Technord         |

| N.      | Cod. | Squadra                       |
| ------- | ---- | ----------------------------- |
| 132-136 | LTP  | Leopard Togt Pro Cycling      |
| 141-146 | TAT  | Tartu2024 Cycling Team        |
| 151-156 | USA  | Stati Uniti                   |
| 161-166 | SUI  | Svizzera                      |
| 171-176 |      | EFC-L&R-AGS                   |
| 181-186 | AUT  | Austria                       |
| 191-196 | ABC  | Abloc CT                      |
| 201-206 |      | Urbano-Vulsteke Cycling Team  |
| 211-216 |      | Basso Team Flanders           |
| 221-226 |      | Dovy Keukens-FCC Cycling Team |
| 231-236 |      | Mini Discar Cycling Team      |
| 241-246 |      | VP Consulting-Prorace         |

## Ordine d'arrivo (Top 10)
| Pos. | Corridore            | Squadra     | Tempo    |
| ---- | -------------------- | ----------- | -------- |
| 1    | Warre Vangheluwe     | Soudal DT   | 3h33'41" |
| 2    | Alec Segaert         | Lotto DT    | s.t.     |
| 3    | Gianluca Pollefliet  | Lotto DT    | a 8"     |
| 4    | Sebastian K. Larsen  | Uno-X DT    | s.t.     |
| 5    | Luke Lamperti        | Stati Uniti | s.t.     |
| 6    | Senne Willems        | EFC         | s.t.     |
| 7    | Alessio Delle Vedove | Circus      | s.t.     |
| 8    | Vlad Van Mechelen    | DT DSM      | s.t.     |
| 9    | Colby Simmons        | Stati Uniti | s.t.     |
| 10   | Jelle Harteel        | Lotto DT    | s.t.     |